# 加納鎮區 (北達科他州戈爾登瓦利縣)
加納鎮區（英語：Garner Township）是位於美國北達科他州戈爾登瓦利縣的一個鎮區。

## 地方資料
加納鎮區的面積為92.96平方千米，當中陸地面積為92.87平方千米，而水域面積為0.09平方千米。根據2020年美國人口普查的數據，當地共有人口10人，而人口密度為每平方千米0.11人。